# Eleonora af Portugal, Tysk-Romersk Kejserinde
Eleonora af Portugal (født 18. september 1434, død 3. september 1467) var kejserinde af det Tysk-Romerske Rige. Hun var født som en portugisisk infanta (prinsesse), datter af Kong Edvard 1. af Portugal og Eleonora af Aragonien. Hun var hustru til den tysk-romerske kejser Frederik 3. og mor til kejser Maximilian 1.

## Baggrund
Eleonora blev født i Torres Vedras den 18. september 1434, et af de ni børn af Edvard 1 af Portugal og Eleonora af Aragonien. Hun var den tredje ældste datter, men hendes to ældre søstre døde, da de var små, og efterlod Eleonora som den ældste overlevende datter.
Da hendes far døde fem dage før sin fjerde fødselsdag, efterfulgte Eleonoras bror Afons 5. af Portugal ham som konge med sin mor som regent. I marts 1439 fødte hendes mor en anden datter, Joan, der blev den berygtede kone til Henrik 4. af Castilien.
I 1440 blev Eleonoras mor tvunget til at gå i eksil i Castilien efter at have tabt sagsanlæg mod sin svoger Peter, hertug af Coimbra for værgemagten over den unge Kong Alfons. Eleonoras mor efterlod hende tilbage, da hun var meget syg podet tidspunkt.

## Kejserinde
Eleonoras ægteskabspagt blev højest sandsynligt foreslået af hendes tante Isabella af Portugal, hertuginde af Bourgogne. Organiseringen af ægteskabet blev sat i gang af Eleonoras onkel Alfons 5., konge af Aragonien og Napoli, som i 1448 sendte kunstnere fra hans hof for at male Eleonora. Eleonora blev også foreslået som hustru til Ludvig 11. af Frankrig, den ældste søn af kong Karl 7. af Frankrig, men hun foretrak selv at gifte sig med kejser Frederik 3., fordi et ægteskab med ham ville give hende titlen af kejserinde i stedet for dronning. De praktiske forhandlinger blev foretaget i Napoli og afsluttet i 1451. Under søtransporten blev flåden, der eskorterede Eleonora til Italien, plaget af pirater og storme, og der gik rygter om, at hun var forsvundet på havet.
Eleonora og kejser Frederik mødtes i Sienna. Det siges, at Frederik blegnede, da han så hende, delvis af begejstring over hendes skønhed, men også af bekymring for, at hun ville få problemer med at føde på grund af sit slanke og skrøbelige udseende. Ægteskabsceremonien fandt sted i Rom. Efter hendes kroning fik hun også navnet Helena, men hun brugte aldrig dette navn. Festerne blev afholdt af hendes onkel, kongen af Napoli.
Eleonora og Frederik var forskellige for hinanden og var aldrig glade. Hun var en ambitiøs og forsætlig kvinde, der ofte deltog i intriger, hvorimod kejseren var en sober og uinspirerende mand. Hendes interesse for dans, spil og jagt blev ikke delt af Frederik, og deres forhold blev påvirket af deres forskelle. Frederik sendte Elenoras enorme portugisiske entourage hjem efter brylluppet på grund af omkostningerne, og hun led af hjemve; han beskyldte hende også for at have forårsaget flere af deres børns død ved at lade dem spise portugisisk mad, og Frederik overtog opdragelsen af de resterende børn for sig selv. I en periode med belejring af Wien, hvor folk blev tvunget til at spise rotter, katte og hunde, var hun kendt for at forsøge at muntre folk op. I historiske skrifter er der en fornemmelse af, at Eleonora blev taget fra et pragtfuldt, ekstravagant og luksuriøst hof i Portugal til en kulturel ødemark i Wien på grund af hendes ægtefælles strenge økonomiske sans.

## Ægteskab og børn
Den 16. marts 1452 i Rom giftede hun sig med den tyske Frederik 3., og de to blev kronet til kejser og kejserinde af det Tysk-Romerske Rige tre dage senere, den 19. marts 1452, af pave Nikolaus 5. i Peterskirken. Hendes medgift blev brugt af hendes mand til at løsne hans økonomiske problemer og cementere hans magt. Frederik 3. var den sidste tysk-romerske kejser, der blev kronet i Rom.
Med Frederik 3. fik hun fem børn:
- Ærkehertug Christopher (16. november 1455 - 21. marts 1456)
- Maximilian 1., tysk-romersk kejser (22. marts 1459 - 12. januar 1519)
- Ærkehertuginde Helena (3. november 1460 - 28. februar 1461)
- Ærkehertuginde Kunigunde (16. marts 1465 - 6. august 1520), gift med Albrecht 4.af Bayern-München
- Ærkehertug John (9. august 1466 - 10. februar 1467)

Eleonora døde i Wiener Neustadt den 3. september 1467 og blev begravet i Neukloster, det cistercienserkloster i den samme by, hvor hendes gravsten kan ses.